# Амчур

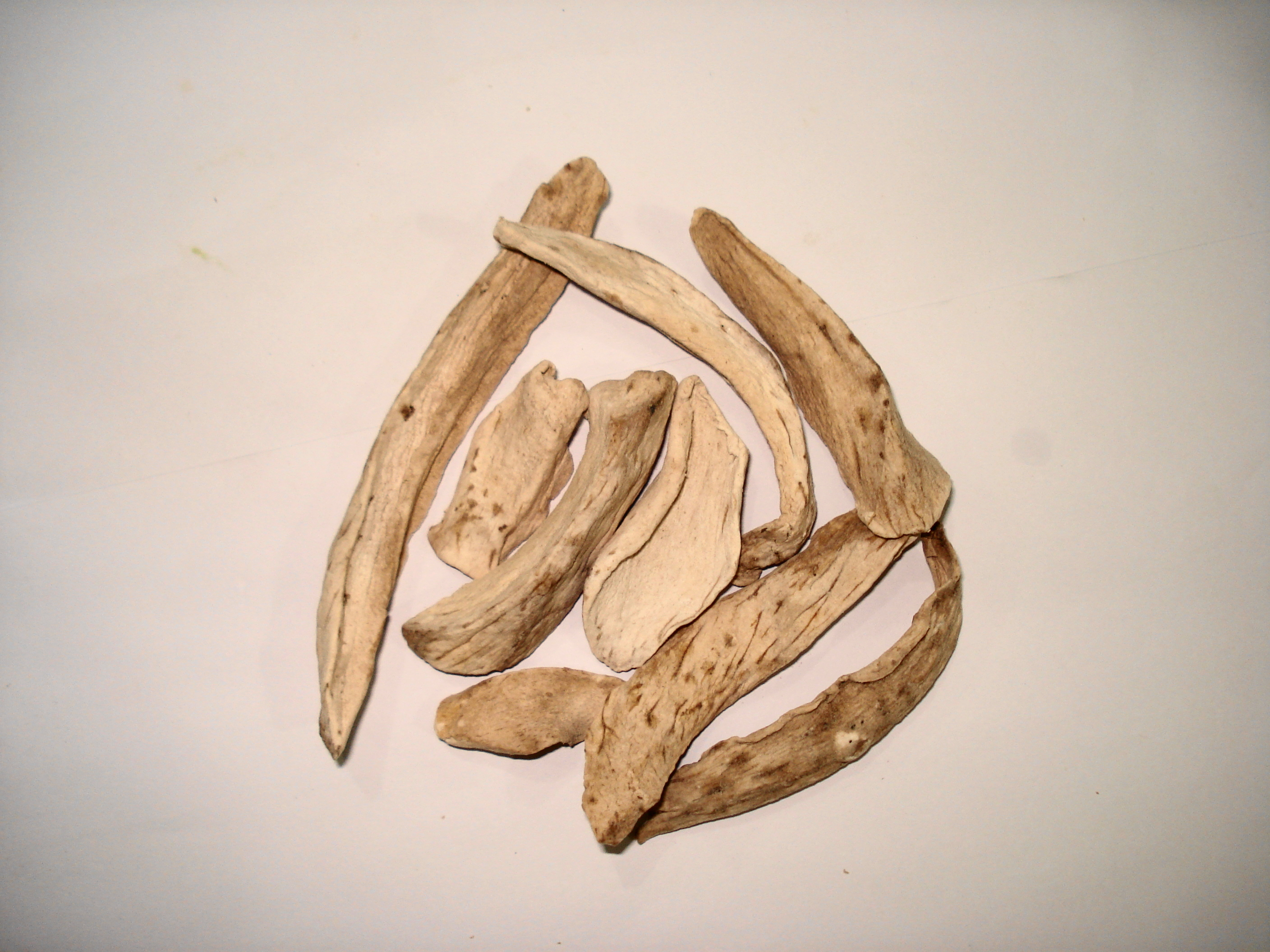
Сушені скибочки манго

Амчур або амхур — фруктовий порошок спецій жовто-коричневого кольору, виготовлений із висушених на сонці незрілих зелених манго і використовується як приправа  для ароматизації  харчових продуктів та страв,  коли свіжі фрукти не в сезоні. Іноді для кольору до амчуру додають куркуму. Амчур має гіркий, злегка смолистий смак і використовується, як і тамарінд, у каррі, супах та чатні. Він також входить у деякі варіанти сумішей спецій чат масалу. Поєднання амчуру з вегетаріанськими стравами не заважає йому ефективно пом'якшувати рибу та м'ясо, коли його додають у маринади.

## Використання в кулінарії
Амчур має медовий аромат і кислувато-фруктовий смак. Застосовується для приготування індійських каррі, овочевих страв, овочевих та бобових супів. Його добавляють в рис, плов, винегрет,  маринади для м’яса та птиці. Амчур незамінний в приготуванні гостро-солодких соусів, чатні та кислих напоїв. Придає кислинку сметанним та сирним стравам.